# Archontophoenix
Archontophoenix ist eine Pflanzengattung in der Unterfamilie Arecoideae innerhalb der Familie der Palmengewächse (Arecaceae). Die sechs Arten kommen nur im östlichen Teil Australiens vor. Der gelegentlich verwendete deutsche Trivialname „Herrscherpalmen“ ist eine Übersetzung des botanischen Namens Archontophoenix.

## Beschreibung

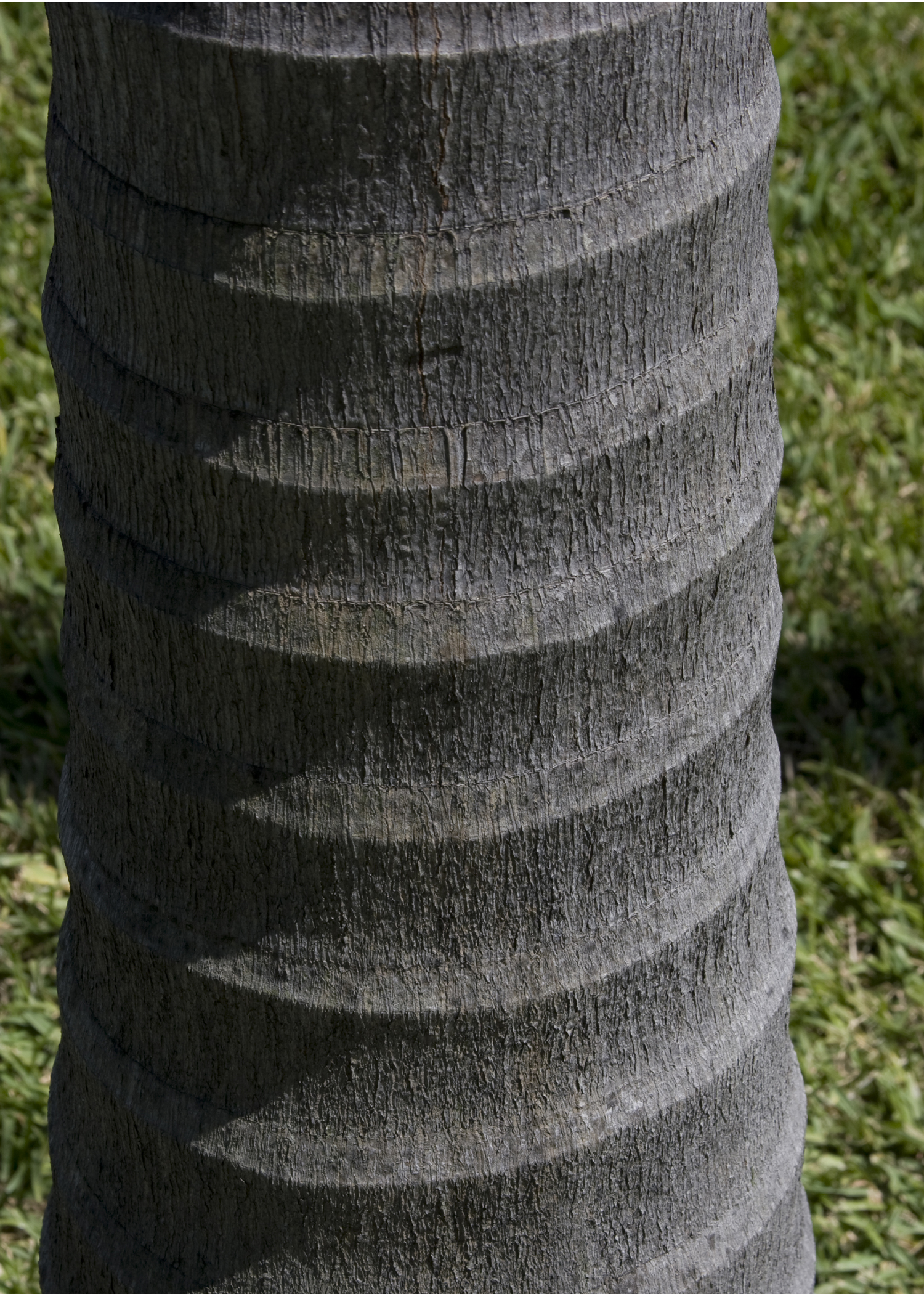
Stamm von Archontophoenix alexandrae

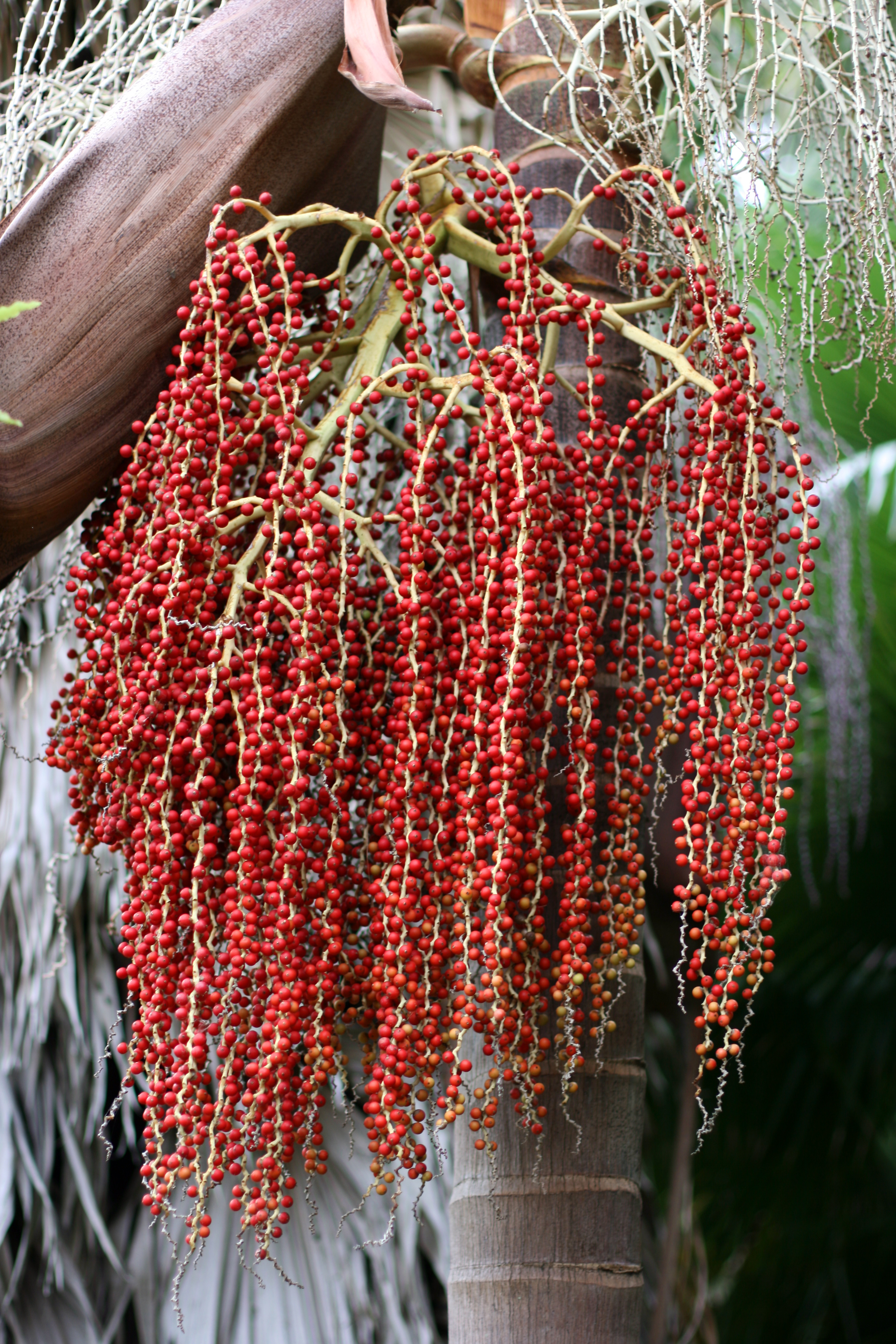
Fruchtstand von Archontophoenix cunninghamiana

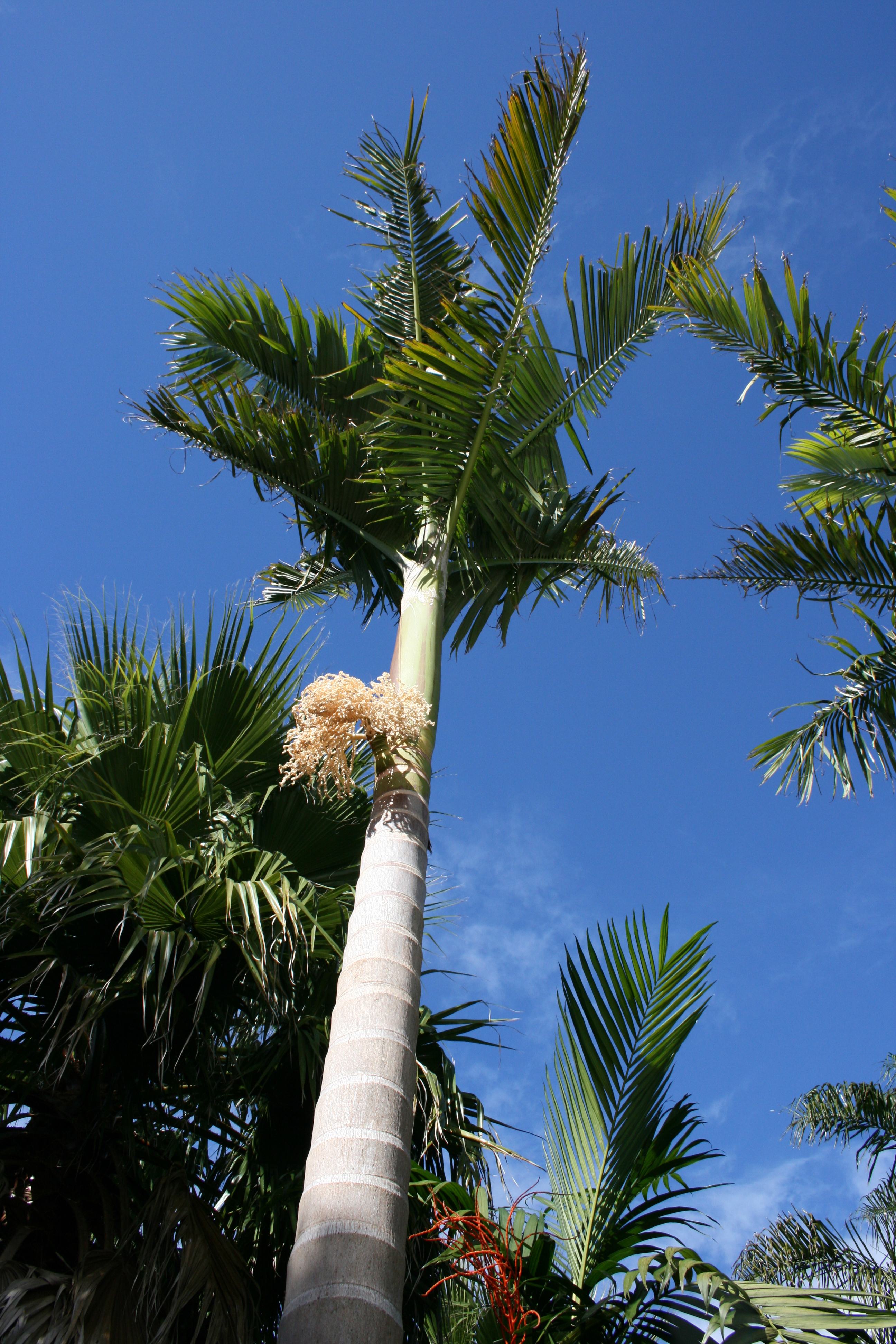
Archontophoenix alexandrae

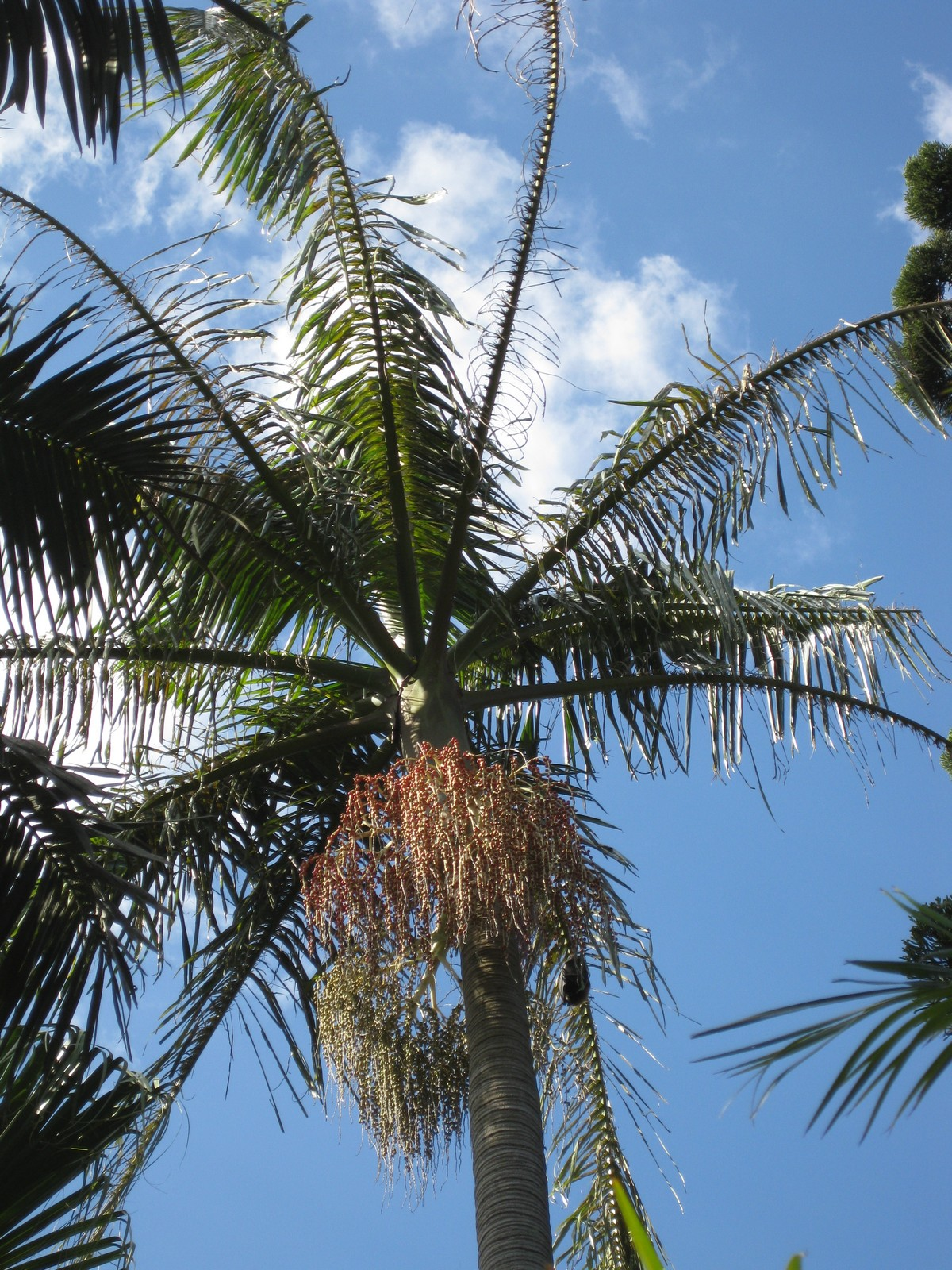
Archontophoenix cunninghamiana

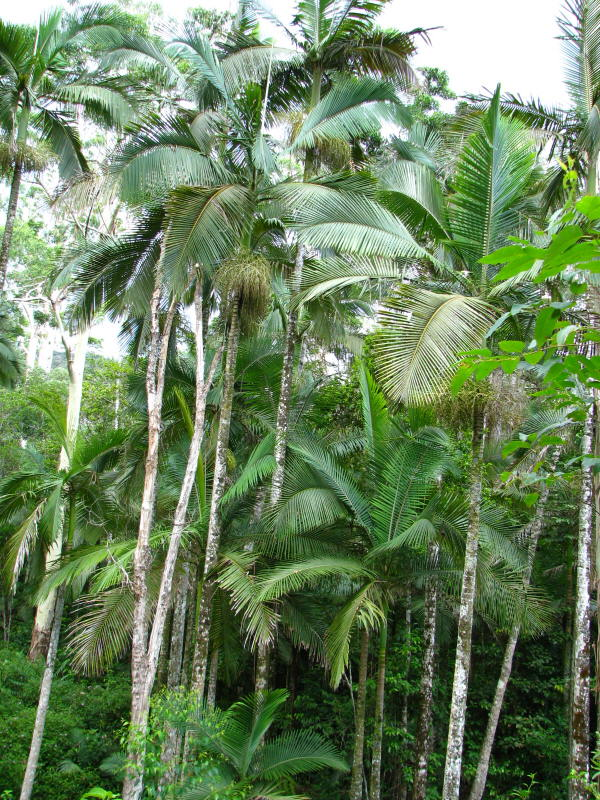
Archontophoenix maxima

### Vegetative Merkmale
Archontophoenix-Arten wachsen als aufrechte, einstämmige Palmen. Je nach Art erreichen sie Wuchshöhen zwischen 20 und 30 Metern. Ihr Stamm ist schlank, öfters mit angeschwollener Stammbasis und je nach Art mit prominenten Narben der abgefallenen Blätter versehen, oder ohne solche.
Die Laubblätter sind in Blattscheide, meist Blattstiel und Blattspreite gegliedert. Die Blattscheiden sind röhrig und bilden einen Kronschaft von grüner, brauner oder purpurner Farbe, der letztlich entgegengesetzt zum Blattstiel aufreißt. Der Blattstiel erreicht je nach Art unterschiedliche Länge und kann auch fehlen. Die Blattspreite ist paarig gefiedert mit langer Rhachis und reduplikat, d. h. entlang der an der Blattunterseite gelegenen Kanten gespalten. Die fast gegenständigen und in einer Ebene sitzenden Blattfiedern sind linealisch und zugespitzt. Die Blattunterseite ist entweder grün oder dicht mit Schuppen besetzt und dann silbergrau.

### Generative Merkmale
Archontophoenix-Arten sind pleonanth (d. h. mehrfach blühend) und einhäusig getrenntgeschlechtig (monözisch). Der Blütenstandsschaft ist kurz und kräftig. Der Blütenstand ist von zwei Hochblättern eingehüllt. Bei den aufrechten bis hängenden, drei- bis vierfach verzweigten, rispigen Blütenständen sind die Verzweigungen zickzackförmig. Sie blühen vormännlich (protandrisch). Jeweils eine weibliche Blüte ist seitlich von zwei männlichen eingefasst, manchmal sitzen die männlichen Blüten aber nur im äußeren Abschnitt des Blütenstandes.
Die sitzenden, eingeschlechtigen Blüten sind je nach Art purpurfarben bis lila oder weißlich bis hellgrün. Die männlichen Blüten besitzen drei überlappende Kelchblätter und drei freie, viel längere Kronblätter sowie 9 bis 35 Staubblätter, zentral einen rudimentären, sterilen Stempel von etwa gleicher Länge. Die weiblichen Blüten sind deutlich kleiner mit je drei überlappenden, gleich langen Kron- und Kelchblättern, einem einzelnen, einkammerigen Fruchtblatt mit kurzem Griffel und drei Narbenästen.
Die konisch-eiförmigen, elliptischen oder kugeligen Früchte enthalten jeweils nur einen Samen und sind im reifen Zustand rot bis rosafarben.

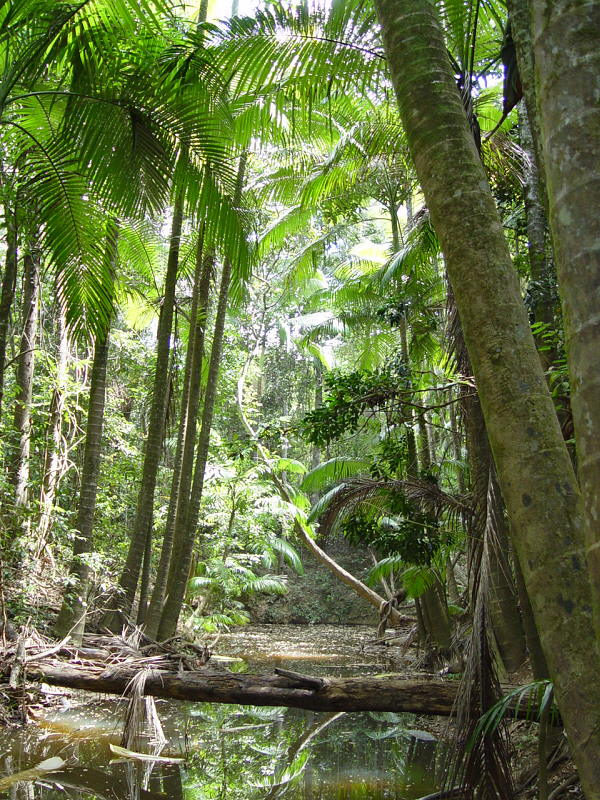
Archontophoenix myolensis im Habitat im Warril Creek, Myola, Atherton Tableland

## Systematik und Vorkommen
Die Gattung Archontophoenix wurde 1875 durch Hermann Wendland und Oscar Drude in Linnaea; Ein Journal für die Botanik in ihrem ganzen Umfange Band 39 Seite 182 aufgestellt. Der Gattungsname Archontophoenix leitet sich vom griechischen Wort ἄρχων árchōn (Archon) für Herrschender, árchontos für Anführer, Beamter und der Palmengattung Phoenix ab. Ein Synonym für Archontophoenix H.Wendl. & Drude ist Loroma O.F.Cook.
Die Gattung Archontophoenix gehört zur Untertribus Archontophoenicinae der Tribus Areceae in der Unterfamilie Arecoideae innerhalb der Familie Arecaceae. Zur Untertribus Archontophoenicinae zählen sechs weitere Gattungen: Actinokentia, Hedyscepe, Chambeyronia, Kentiopsis, Mackeea und Rhopalostylis. Ihre Arten sind mittelgroße bis große Palmen. Die Blätter sind gefiedert, die Fiederblättchen ganzrandig. Der Kronenschaft ist stets gut ausgebildet. Die Blütenstände sind zwei- bis dreifach verzweigt. Vorblatt und Hochblatt am Blütenstandsschaft sind ähnlich. Das Gynoeceum ist pseudomonomer. Die Verbreitungsgebiete ihrer Arten sind auf Neuguinea, Australien und Neukaledonien beschränkt.
Es gibt seit 1994 etwa sechs Archontophoenix-Arten, die indigen nur im östlichen Teil Australiens vorkommen:
- Archontophoenix alexandrae (F.Muell.) H.Wendl. & Drude: Dieser Endemit gedeiht in Sümpfen und niederschlagsreichen Regenwäldern sowie Galeriewäldern entlang von Wasserläufen nur im westlichen Queensland. Diese schnellwüchsige Palme wird manchmal auch Feuerpalme, Alexanderpalme oder Königspalme genannt[4].
- Archontophoenix cunninghamiana (H.Wendl.) H.Wendl. & Drude: Sie kommt in New South Wales und Queensland vor.
- Archontophoenix maxima Dowe: Dieser seltene Endemit gedeiht im tropischen Regenwald der westlichen Atherton Tablelands in Höhenlage von 800 bis 1200 Metern.
- Archontophoenix myolensis Dowe: Dieser sehr seltene Endemit kommt nur im Tal des Warrill Creek (Zufluss des Bremer River) westlich Kuranda in Queensland vor. Es sind weniger als 100 Exemplare im natürlichen Habitat bekannt.
- Archontophoenix purpurea Hodel & Dowe: Dieser Endemit gedeiht nur auf den Granitmassiven des Mount Spurgeon, Mount Lewis und Mount Finnigan in Höhenlagen von 400 bis 1200 Metern.
- Archontophoenix tuckeri Dowe: Dieser Endemit kommt nur auf der Kap-York-Halbinsel zwischen dem Kap und der McIlwraith Range in Queensland vor.

## Verwendung und Vorkommen als Neophyten
Archontophoenix-Arten, besonders Archontophoenix alexandrae und Archontophoenix cunninghamiana, werden als Zierpflanzen in geeigneten Klimagebieten ohne Frost fast weltweit in Parks und Gärten verwendet.
Archontophoenix cunninghamiana ist in Südamerika lokal verwildert und eingebürgert, so nahe São Paulo, Brasilien. Archontophoenix alexandrae verwildert seltener, sie wurde auf Hawaii als Neophyt beobachtet.